# Aragüés del Puerto (kommunhuvudort)
Aragüés del Puerto är en kommunhuvudort i Spanien.   Den ligger i provinsen Provincia de Huesca och regionen Aragonien, i den nordöstra delen av landet, 400 km nordost om huvudstaden Madrid. Aragüés del Puerto ligger 948 meter över havet och antalet invånare är 143.
Terrängen runt Aragüés del Puerto är kuperad åt sydväst, men åt nordost är den bergig. Runt Aragüés del Puerto är det mycket glesbefolkat, med 4 invånare per kvadratkilometer. Närmaste större samhälle är Jaca, 18,1 km sydost om Aragüés del Puerto. I omgivningarna runt Aragüés del Puerto växer i huvudsak blandskog.